# Christopher Whall
Christopher Whall est un vitrailliste anglais né en 1849 dans le Northamptonshire et mort le 23 décembre 1924. Whall est l'un des principaux vitraillistes modernes. Il est le principal vitrailliste lors de la rénovation de la cathédrale de Gloucester à la fin du XIXe siècle et au début du XXe siècle.

## Biographie
Né en 1849 à Thurning dans le Northamptonshire, d'un père révérend, Whall est envoyé à la Rossall School en 1863. Il quitte Rossall en 1865 et continue ses études de peinture à la Royal Academy School de la Royal Academy of Arts, d'abord à titre probatoire puis comme étudiant à partir de 1868.
En 1874, il rencontre A. H. Mackmurdo, architecte, designer et fondateur de la Century Guild of Artists qui le met en contact avec Selwyn Image, religieux, poète et designer de vitraux. En 1875 et 1876, Whall expose ses peintures, principalement des portraits, à la Royal Academy mais il a peu de succès. La baronne von Böselager de la maison de Hanovre devient sa mécène et finance un voyage en Italie où il étudie l'architecture et la peinture pendant 3 ans. Whall se convertit au catholicisme à Lucques en 1878.
À son retour à Londres en 1879, Whall est désargenté mais rejoint les Pères rosminiens de l'église Sainte-Etheldrède d'Ély (en), dans le quartier d'Holborn, à Londres. Il devient frère laïc de cet ordre. À Sainte-Ethelreda, il dessine les vitraux des fenêtres latérales de la chapelle haute. Les fenêtres sont réalisées par W. G. Saunders.
En 1882, il quitte la communauté religieuse et s'installe dans le quartier londonien de Clerkenwell. Whall travaille comme illustrateur pour des journaux, des romans et des livres d'enfants. Il seconde aussi d'autres peintres et donne des leçons de dessin. À cette période, Whall dessine les plans de plusieurs vitraux, en particulier pour les entreprises de vitraux John Hardman Trading Co. Ltd et James Powell and Sons (très engagée dans le style néogothique).
La carrière de Whall comme concepteur et créateur indépendant de vitraux débute à la fin des années 1880. En 1887, il renove l'étable de son cottage à Dorking et en fait un atelier. Whall se perfectionne dans les différentes techniques mais surtout s'entraîne pour maîtriser toute la chaîne de production d'un vitrail (découpe, peinture, fonte, vitrage). Cette volonté de maîtriser toute la chaîne de production s'oppose à la division du travail en vigueur chez les fabricants contemporains. Whall considère cette division incompatible avec la production artistique de vitraux.
Whall est actif dans le mouvement Arts & Crafts et participe à la Art Workers' Guild, dont il devient le Maître en 1912, et à la Arts and Crafts Exhibition Society. En 1888 et 1889, il expose à la New Gallery de la Arts and Crafts Exhibition Society. Dans ce milieu, il rencontre les architectes John Dando Sedding et Henry Wilson avec lesquels il collaborera pour la réalisation de l'église de la Sainte-Trinité (Holy Trinity Church) de Sloane Street. J. D. Sedding propose à Whall son premier contrat comme concepteur indépendant : le vitrail est de la chapelle de la vierge de l'église Sainte-Marie à Stamford (Lincolnshire).